# 阮國願
阮國願（Nguyễn Quốc Nguyện，1982年—），是越南的一名開侖撞球選手，出生於波來古市。
阮國願8歲開始打撞球。他在18歲時搬到胡志明市。2008年，他贏得了他的第一個全國冠軍。2013年，他在機場附近開設自己的撞球場，擁有六張球桌。
2009年他贏得了HCM城市冠軍，2010年他獲得當地球隊的提名，隔年進入越南國家隊。 2011年，他在東南亞運動會決賽中戰勝了他的同胞楊英宇。2013年，他在韓國新松島市的亞洲室內及武術比賽中獲得銀牌，僅以39:40輸給日本的梅田龍二。一年後，世界杯（銅牌）和2017年銀牌及亞洲錦標賽金牌緊隨其後。那一年他的世界排名升至第13位。2018年10月，他在開羅舉辦的三顆星世界杯獲得獎牌（銅牌）。 在半決賽中，他在19輪擊球中以20:40敗給了法國的傑里米·貝里。